# Sieverstedt
Sieverstedt (tiếng Đan Mạch: Siversted) là một đô thị thuộc huyện Schleswig-Flensburg, trong bang Schleswig-Holstein, nước Đức. Đô thị Sieverstedt có diện tích 31,01 km², dân số thời điểm 31 tháng 12 năm 2006 là 1671 người.